# Distrikt Sindschar

Lage des Distriktes

Der Distrikt Sindschar ist Teil des Gouvernements Ninawa im Nordwesten des Irak. Ein Teil des Distriktes grenzt an das syrische Gouvernement al-Hasaka. Die gleichnamige Hauptstadt Sindschar liegt südlich des Sindschar-Gebirges.
Im August 2017 haben Jesiden die Gründung einer demokratischen Autonomie namens „Êzîdxan“ im gesamten Distrikt bekannt gegeben.

## Terroranschlag 2007
Der Anschlag von Sindschar ereignete sich am 14. August 2007 in den beiden irakischen Dörfern al-Qaḥṭānīya (Til Ezer) und al-ʿAdnānīya (Schiba Scheich Chidr) im Distrikt Sindschar und richtete sich gegen die Volksgruppe der Jesiden. Durch vier Explosionen wurden 796 Menschen getötet und 1.562 weitere verletzt. Der bis heute folgenschwerste und opferreichste Terroranschlag in der irakischen Geschichte wird al-Qaida im Irak zugeschrieben. Laut US-Militär sei Abu Mohammad al-Afri, ein lokaler al-Qaida Herrscher, federführend gewesen.

## Luftschläge im Jahr 2021
Am 16. August 2021 flog die türkische Armee mittels einer Kampfdrohne einen Angriff auf einen Markt im Distrikt Sindschar, wobei es zwei Tote und einen Verletzten gab. Unter den Todesopfern befindet sich mit Said Hassan ein hochrangiger Vertreter der jesidischen Selbstverteidigungskräfte YBS. Der irakische Abgeordnete und Verteidigungsexperte Ali Al-Khamimi warf der Türkei daraufhin Kriegsverbrechen vor. Außerdem wurde ein Krankenhaus per Luftschlag zerstört, wobei es ebenfalls zu mehreren Toten und Verletzten kam. Ein hoher Militärvertreter des Irak bezichtigte ebenfalls die türkische Armee, den Angriff ausgeführt zu haben.